# Sanne Dekker
Sanne Monique Dekker (Tilburg, Países Bajos, 29 de septiembre de 1993) es una deportista austríaca que compitió en bobsleigh en la modalidad doble. Ganó una medalla de bronce en el Campeonato Mundial de Bobsleigh de 2016, en la prueba por equipo.

## Palmarés internacional
| Campeonato Mundial | Campeonato Mundial | Campeonato Mundial | Campeonato Mundial |
| Año                | Lugar              | Medalla            | Prueba             |
| ------------------ | ------------------ | ------------------ | ------------------ |
| 2016               | Igls (Austria)     | Medalla de bronce  | Equipo             |